# Carepalxis tricuspidata
Carepalxis tricuspidata là một loài nhện trong họ Araneidae.
Loài này thuộc chi Carepalxis. Carepalxis tricuspidata được Pater Chrysanthus miêu tả năm 1961.